# Stresa
Stresa er en by (og kommune) på bredden af Lago Maggiore i regionen Piemonte i det nordlige Italien. Byen ligger på den direkte vej- og jernbanerute fra Simplonpasset til Milano.
Ved en konference i Stresa i 1951 blev navngivningen af oste reguleret, og 11 danske oste fik fastlagt deres navne ved Stresa-konventionen i 1952.

## Turisme
Siden starten af 1900-tallet har byens hovedindkomst været baseret på turisme. Ligesom andre lokaliteter ved Lago Maggiore nyder byen godt af de spektakulære udsigter og de historisk interessante steder i området.
Igennem de seneste århundreder har Stresa været et populært fristed for Europas aristokrater og det bedre borgerskab, der har bygget og ejet kæmpestore villaer langs søen.

## Transport
- Europavej 62 (E62), som går fra Nantes til Genua, går gennem byen.
- Stresa er stationsby på jernbanestrækningen Brig (Schweiz) - Simplontunnelen - Domodossola - Milano.
- Der er regelmæssig passagersejlads med småbåde til de nærliggende Borromeiske Øer, heriblandt den velbesøgte Isola Bella.
- Fra havnen er der mulighed for at tage en tur med svævebanen Stresa-Alpino-Mottarone Svævebane til bjergtoppen Mottarone, en tur på ca. 20 minutter.